# 灰背信天翁
灰背信天翁（学名：Phoebetria palpebrata）是一种乌信天翁属的小型信天翁，通体乌黑因此得名。

## 外观
灰背信天翁头部呈乌黑色，从颈到尾的背部呈灰到浅灰色，其余呈黑色。眼周有一圈半月形的亮灰色羽毛。鸟喙泛蓝色，下颚有一条灰黄色的斑纹。雌雄个体体型相当，平均体长79-89厘米，翼展183-218厘米，体重2.5-3.7千克。

## 分布和生境
灰背信天翁是一种南极地区的远洋鸟类。分布的维度范围在南纬78°至南纬35°之间，有时也会出现在更北的地方。灰背信天翁在一些亚南极的岛屿上繁殖，包括爱德华王子群岛（Prince Edward Island）、Marion Island、Crozet Islands、Amsterdam Island、St. Paul Island、Kerguelen Islands、Heard Island、Macquarie Island、Campbell Island、Auckland Islands、Antipodes Islands、South Georgia等。非繁殖期时，他们完全生活在大海之上，沿着南极远洋的浮冰觅食。

## 食性
灰背信天翁主要以乌贼和磷虾为食，也会捕食一些甲壳类动物和鱼类。有时他们会和鲸、海豚一同觅食，也会跟随船只。尽管灰背信天翁可以潜水12米，但他们通常只会捕食水深5米左右的水面猎物。